# Улица Ивана Франко (Киев)
У́лица Ива́на Франко́ (укр. ву́лиця Іва́на Франка́) — улица в Шевченковском районе города Киева. Пролегает от улицы Ярославов Вал до бульвара Тараса Шевченко.
Примыкают улицы Вячеслава Липинского, Богдана Хмельницкого и Ботаническая площадь.

## История
Возникла во второй половине XIX века, известна под названием Афанасьевская с 1855 года, название происходило от Афанасьевского (Святославского) яра, по засыпанной части которого проложена улица.
В 1869 году получила название Несторовская в честь Нестора Летописца. Современное название в честь И. Я. Франко — с 1926 года.

## Дома, имеющие историческую и архитектурную ценность; памятники архитектуры
- № 4 (особняк; 1897, арх. А.-Ф. Краусс);
- № 19 (доходный дом; конец XIX — начало XX века);
- № 28 (особняк; конец XIX века);
- № 42 (жилое здание).

Дома № 1, 5, 6, 9, 11, 12, 13, 15, 16, 17, 18, 20, 22, 26, 29, 31, 33, 34, 36, 38, 40, 42, 44, 46 сооружены во 2-й половине XIX — 1-й трети XX века.

## Выдающиеся личности, проживавшие на улице Франко
Здание № 4 принадлежало сестре известного учёного Николая Кащенко и писателя Андриана Кащенко.
В здании № 25 в 1929—1931 годах проживал А. Р. Беляев
В здании № 26 в начале XX века проживал О. Ю. Шмидт.
В здании № 31 жил академик В. С. Иконников.
В здании № 33 проживали инженер-мостостроитель М. А. Белелюбский и в 1918—1919 годах — писатель К. Г. Паустовский.

## Важные учреждения
- № 19 — Министерство культуры Украины
- № 33 — посольство Австрийской республики
- № 34 — посольство Королевства Швеция